# فيزياء الأرض
علم فيزياء الأرض أو علم الفيزياء الأرضية أو الفيزياء الأرضية أو علم طبيعة الأرض أو الجيوفيزياء أو الإضَاضَة (وقد يُعرف باسم جيوفيزياء) هو أحد فروع علوم الأرض ويهتم بدراسة باطن الأرض عن طريق دراسة التباين في الخصائص الفيزيائية بين طبقات الصخور مثل الاختلافات بين درجات قوة وشدة الخصائص المغناطيسية والمقاومة الكهربية والتوصيلية الحرارية والجاذبية وغيرها من الخصائص الفيزيائية الأرضية، وعن طريق هذا العلم تم استكشاف محتويات الأرض الداخلية مثل النواة والوشاح والقشرة، كما يساعد هذا العلم على استكشاف المياه الجوفية ومتابعة حركة النفط وهجرته ومصادر الغاز الطبيعي. بالإضافة إلى رصد الزلازل باستخدام أجهزة قياس فيزيائية.
يعتمد علم فيزياء الأرض على عدة طرق مثل طريقة الجاذبية والمغناطيسية والسيزمولوجية والإشعاعات لبعض العناصر المشعة.
فمثلا في استكشاف النفط نستخدم الطرق السيزمية (الزلزالية) من خلال إرسال موجات زلزالية مصطنعة (عن طريق متفجرات) إلى باطن الأرض واستقبالها على السطح بواسطة مجسات تحدد زمن وصول الموجة المستقبلة ومن ذلك تؤخذ هذة البيانات وتحلل لتعطي قطاعا عرضيا لطبقات الأرض التحت سطحية ومن خلال سرعة الموجات الأولية في الطبقات نستطيع تحديد أماكن البترول والغاز الطبيعي.

## فروع فيزياء الأرض
ينقسم علم فيزياء الأرض إلى فرعين رئيسيين: الداخلي والخارجي
فيزياء الأرض الداخلية تدرس سطح وباطن الأرض واختصاصاتها هي:
- علم فيزياء نفط الأرض، أو فيزياء الأرض الاستكشافية، استكشاف النفط والغاز والمعادن.
- علم الزلازل، في الرصد الزلزالي وتحديد مواقع الهزات.
- الهندسة الجيوفيزيائية: في الأعمال الهندسية لمعرفة منسوب المياه وكذلك معرفة عمق طبقة صخور الأساس لإنشاء المباني.

فيزياء الأرض الخارجية تهتم بدراسة:
- علم المناخ.

## طرق فيزياء الأرض
- الجاذبية (الثقالية)
- الكهربائية
- الزلزالية
- الحرارية والاشعاعية
- المغناطيسية

طريقة الجاذبية (الثقالية) gravity method
تعتمد على استنتاج التباين في المواد الموجودة في باطن الأرض بناء على الاختلاف في الكثافة للمادة فكلما كانت المادة ذات كثافة أعلى كلما كانت قيمة الجاذبية المقروءة على سطح الأرض أكبر.
الطريقة الكهربائية electrical method
تعتمد هذه الطريقة على اكتشاف التباين في ما هو موجود تحت سطح الأرض اعتمادا على الاختلاف مقاومة كل مادة «أوميجا» أو بالأدق تعتمد على المقاومة النوعية للمادة «وهي المقاومة التي يلقاها تيار كهربي شدته واحد أمبير عند مروره في سلك من المادة طوله واحد متر ومساحه مقطعه الوحدة».
عند مرور تيار كهربي في الماء فعند قراءة المقاومة نجدها منخفضة، أما في حالة أن يكون ما هو تحت الأرض فحم مثلا أو هيدروكربون فإنه يقاوم التيار الكهربي ونسجل قراءة مرتفعة. هذا التباين وما يعكسه من دلائل يعطينا فكرة أولية عن ما تحت الأرض.
ومن أشهر الطرق الكهربائية المستخدمة طريقة شلمبرجير وطريقة فينر وهي طرق مستخدمة في البحث والاستكشاف.
الطريقة السيزمولوجية (الزلزالية) seismology method
تعتبر هذه الطريقة من أهم الطرق المستخدمة في استكشاف باطن الأرض لما لها من دقة وعمق كبير في مسح باطن الأرض، وتعتمد الطريقة السيزمولوجية على إرسال هزات أرضية (موجات) من سطح الأرض إلى باطنها عبر عدة طرق منها المتفجرات وأيضاً المركبات الهزازة وترتد هذه الموجات عند اصطدامها في الجزء الفاصل بين طبقتين مختلفتين من الصخور بسبب اختلاف سرعة الموجات في الصخرين وتمسى هذه الظاهر الانعكاس، جزء من الطاقة في الموجات المصطدمة مع الجزء الفاصل بين طبقتين مختلفتين ينكسر وينتقل إلى الطبقة الأخرى.
تقوم المستشعرات المسماة بالسماعات الأرضية بتحويل الموجات المرتدة من باطن الأرض إلى مواجات كهربائية تستطيع معها باستخدام بعض الطرق لتحليلها للحصول على عمق الطبقات الأرضية المختلفة والأجسام المتواجدة تحت سطح الأرض.